# تاریخ علم در فرهنگ‌های نخستین
تاریخ علم در فرهنگ‌های نخستین به مطالعهٔ علم اولیه در تاریخ باستان، و پیش از شکل گیری تاریخ دانش اشاره دارد. در عصر پیشاتاریخ، سفارش‌ها و معلومات بشری از به صورت سنت شفاهی از نسلی به نسل دیگر منتقل می‌شد. با پیدایش نوشتن، بشر این توانایی را پیدا کرد تا دانش بیشتری را از نسلی به نسل های دیگر منتقل نماید. همچنین با توسعهٔ کشاورزی و تأمین شدن غذای کافی برای انسان‌ها، بشر فرصت این را یافت تا زمان بیشتری را صرف دانش و پژوهش نماید و به این ترتیب امکان شکل گیری تمدن اولیه فراهم آمد.